# Perlemorrandøje
Perlemorrandøje (Coenonympha arcania) er en sommerfugl i Takvingefamilien. Den er i især udbredt i det sydlige Europa og mod øst gennem Lilleasien og Rusland til Ural. I Danmark er den fundet i enkelte egekrat i Jylland. Larven lever på forskellige arter af græsser.

## Udseende
Perlemorrandøje har et vingefang på 30-36 mm, hunnen er størst, men ellers er de to køn ens. Den er let genkendelig i hvile, med sin orange farve, de smukke, buede linjer på bagvingens underside, det hvide bånd. Her sidder en række øjepletter af forskellig størrelse og en der er placeret for sig selv.
- Coenonympha arcania ♂
- Coenonympha arcania ♂  △
- Coenonympha arcania ♀
- Coenonympha arcania ♀  △